# مارسيل باربو
مارسيل باربو (بالإنجليزية: Marcel Barbeau)‏ (و. 1925 – 2016 م) هو رسام، ونَحّات من كندا . ولد في مونتريال .
وهو عضو في Royal Canadian Academy of Arts .

## جوائز
حصل على جوائز منها:
- Officer of the National Order of Quebec (2015)[7]
- Officer of the Order of Canada.[8]